# Orinoca
Orinoca est une municipalité de Bolivie (1º Section Andomarca province Sud Carangas) située à 185 km de Oruro. Orinoca est la ville natale du président bolivien, Evo Morales. Elle est sur le bord du lac Poopó.